# Carex csomadensis
Carex csomadensis är en halvgräsart som beskrevs av Lajos von Simonkai. Carex csomadensis ingår i släktet starrar, och familjen halvgräs. Inga underarter finns listade i Catalogue of Life.